# Вернидуб (герой українських казок)
Верни́дуб (рідше Дубиня) — надзвичайно могутній юнак (у деяких зображеннях козак). Один з героїв українських (та інших слов'янських) народних казок. Спочатку суперничає (бореться, хто сильніший), а потім дружить і всіляко допомагає Вернигорі.

## У словниках
Вернидуб, Вирвидуб, Дугиня (дерево в дугу зігне), Дубиня, Дубинич — персонаж фольклору, герой слов'янських казок: дуби рівняє: який високий — в землю притисне, низенький — підтягне. У казках виступає тільки в потрійному союзі з Вернигорою і Крутивусом, як супутник головного героя, помічник в подоланні перешкод. Але, як стихія природи, мінлива і непередбачувана, може кинути головного героя напризволяще, відступити перед перешкодою.

## У казках
Батько з матір'ю не знали з дива, що й робити, коли синок на третьому році став виривати ялини завтовшки з ногу. На сьомому вже й за буки брався. А чотирнадцяти років він таку велику силу мав, що найбільші буки й дуби, як хисткі коноплини, з землі висмикував і по вісімдесят зразу на плечах додому носив. Коли ж минуло йому сімнадцять, не міг більше парубок дома сидіти, бо не мав роботи по собі та й світу хотів побачити.
В українському фольклорі всі ці персонажі об'єднує Котигорошко:
Пішли втрьох. Ідуть, коли бачать — чоловік із здоровенними вусами над річкою: як крутнув вусом,— так вода й розступилася. Що й по дну можна перейти. Вони до його.

— Боже поможи!

— Дай боже здоров'я!

— А що ти, чоловіче, робиш?

— Та воду одвертаю, щоб річку перейти.

— А куди йдеш?

— Щастя шукати.

— Ну, та й ми туди. А як звешся?

— Крутивус. А ви?

— Котигорошко, Вернигора, Вернидуб. Ходім разом.

— Ходім!

Пішли. І так їм добре йти: де гора на дорозі, — Вернигора перекине; де ліс, — Вернидуб виверне; де річка, — Крутивус воду одверне.